# Diocesi di Middlesbrough
La diocesi di Middlesbrough (in latino Dioecesis Medioburgensis) è una sede della Chiesa cattolica in Inghilterra suffraganea dell'arcidiocesi di Liverpool. Nel 2023 contava 97.700 battezzati su 1.317.135 abitanti. È retta dal vescovo Terence Patrick Drainey.

## Territorio
La diocesi si estende su parte dell'East Riding of Yorkshire e del North Yorkshire in Inghilterra.
Sede vescovile è la città di Middlesbrough, dove si trova la cattedrale di Santa Maria.
Il territorio è suddiviso in 68 parrocchie.

## Storia
La diocesi è stata eretta da papa Leone XIII il 20 dicembre 1878 con il breve Quae ex hac, in seguito alla divisione della diocesi di Beverley, che copriva l'intero territorio dello Yorkshire: a sud del fiume Ouse la diocesi di Leeds, e a nord del medesimo fiume la diocesi di Middlesbrough. La città di York si trovò divisa tra le due nuove diocesi, e solo nel 1982 tutte le parrocchie cittadine sono state riunite sotto la giurisdizione di Middlesbrough. Originariamente era suffraganea dell'arcidiocesi di Westminster.
Il 28 ottobre 1911 è entrata a far parte della provincia ecclesiastica dell'arcidiocesi di Liverpool.

## Cronotassi dei vescovi
Si omettono i periodi di sede vacante non superiori ai 2 anni o non storicamente accertati.
- Richard Lacy † (12 settembre 1879 - 11 aprile 1929 deceduto)
- Thomas Shine † (11 aprile 1929 succeduto - 22 novembre 1955 deceduto)
- George Brunner † (4 aprile 1956 - 13 giugno 1967 ritirato[1])
- John Gerard McClean † (13 giugno 1967 succeduto - 28 agosto 1978 deceduto)
- Augustine Harris † (10 novembre 1978  - 3 novembre 1992 ritirato)
- John Patrick Crowley (3 novembre 1992  - 3 maggio 2007 ritirato)
- Terence Patrick Drainey, dal 17 novembre 2007

## Statistiche
La diocesi nel 2023 su una popolazione di 1.317.135 persone contava 97.700 battezzati, corrispondenti al 7,4% del totale.
| anno | popolazione | popolazione | popolazione | presbiteri | presbiteri | presbiteri | presbiteri                | diaconi | religiosi | religiosi | parrocchie |
| anno | battezzati  | totale      | %           | numero     | secolari   | regolari   | battezzati per presbitero | diaconi | uomini    | donne     | parrocchie |
| ---- | ----------- | ----------- | ----------- | ---------- | ---------- | ---------- | ------------------------- | ------- | --------- | --------- | ---------- |
| 1950 | 95.256      | 1.012.857   | 9,4         | 235        | 139        | 96         | 405                       |         | 160       | 489       | 74         |
| 1970 | 88.384      | 1.081.433   | 8,2         | 234        | 140        | 94         | 377                       |         | 114       | 286       | 86         |
| 1980 | 84.786      | 1.161.170   | 7,3         | 220        | 138        | 82         | 385                       |         | 117       | 241       | 91         |
| 1990 | 85.536      | 1.174.231   | 7,3         | 185        | 119        | 66         | 462                       |         | 88        | 215       | 90         |
| 1999 | 88.807      | 1.143.000   | 7,8         | 176        | 117        | 59         | 504                       | 4       | 101       | 149       | 91         |
| 2000 | 87.942      | 1.143.000   | 7,7         | 163        | 99         | 64         | 539                       | 6       | 106       | 151       | 91         |
| 2001 | 87.430      | 1.143.000   | 7,6         | 161        | 99         | 62         | 543                       | 8       | 102       | 149       | 86         |
| 2002 | 87.217      | 1.139.764   | 7,7         | 155        | 93         | 62         | 562                       | 9       | 75        | 139       | 85         |
| 2003 | 85.000      | 1.135.000   | 7,5         | 148        | 92         | 56         | 574                       | 11      | 65        | 142       | 81         |
| 2004 | 81.995      | 1.134.000   | 7,2         | 148        | 93         | 55         | 554                       | 11      | 60        | 139       | 80         |
| 2013 | 89.100      | 1.188.000   | 7,5         | 146        | 86         | 60         | 610                       | 16      | 64        | 118       | 70         |
| 2016 | 95.000      | 1.280.000   | 7,4         | 133        | 74         | 59         | 714                       | 19      | 67        | 111       | 69         |
| 2019 | 96.080      | 1.294.800   | 7,4         | 118        | 69         | 49         | 814                       | 19      | 55        | 91        | 66         |
| 2021 | 96.920      | 1.306.400   | 7,4         | 103        | 62         | 41         | 940                       | 17      | 44        | 85        | 68         |
| 2023 | 97.700      | 1.317.135   | 7,4         | 115        | 56         | 59         | 849                       | 12      | 65        | 72        | 68         |